# Саммікеле-ді-Барі
Саммікеле-ді-Барі (італ. Sammichele di Bari) — муніципалітет в Італії, у регіоні Апулія,  метрополійне місто Барі.
Саммікеле-ді-Барі розташоване на відстані близько 390 км на схід від Рима, 28 км на південь від Барі.
Населення — 6631 особа (2014).
Щорічний фестиваль відбувається другої суботи та неділі травня; першої суботи та неділі вересня. Покровитель — святий Архангел Михаїл.

## Демографія
Населення за роками:

Станом на 1 січня 2023 року в муніципалітеті офіційно проживало 146 іноземців з 25 країн, серед них 33 громадяни країн Євросоюзу.

## Сусідні муніципалітети
- Казамассіма
- Турі
- Джоя-дель-Колле
- Аккуавіва-делле-Фонті
- Путіньяно